# CETME Bajonett FR 8
Das CETME Bajonett FR 8 ist als Machetenbajonett konzipiert und wurde mit dem Kurzkarabiner Santa Barbara FR 8 verwendet. Zum Bajonett gehört eine Bajonett-Scheide mit Trageschlaufe.
Das Bajonett FR 8 stellt eine Weiterentwicklung anderer von CETME gefertigter Machetenbajonette dar.

## Geschichte
Gefertigt und vorgestellt wurde das Bajonett Anfang der 1950er-Jahre zusammen mit dem von der Fábrica de Armas La Coruña aus den Mauser-Modellen 1916 und 1943 modifizierten Kurzkarabiner FR 8. Das Bajonett wurde ebenfalls in La Coruña hergestellt. Das Konzept wurde vom M1941 Bolo-Bajonett, dem Nachfolger des  Artillerie-Bolo M1907 übernommen.

## Trageweise
Das Bajonett FR 8 wird mit der Scheide am Koppel befestigt und mit Hilfe eines Beinriemens am Oberschenkel fixiert.

## Technik
Das Bajonett FR 8 ist 33,70 cm lang und hat eine Klingenlänge von 22,00 cm. Es besteht aus einer Klinge mit durchgehendem Erl, eines Zwischenstücks mit Bohrung zur Befestigung am Mündungsfeuerdämpfer des Kurzkarabiners FR 8 und Befestigungsklinke zum Arretieren des Bajonetts an der Bajonettaufnahme des Gewehrs.
Als Machetenbajonett ist die Klinge nur einseitig geschliffen. Der höchste Schärfegrad befindet sich in der Kehlung der scharfen Klingenseite. Durch diese Eigenart der Klinge, des Schliffs und des Gewichtes des Bajonetts ist es eher Hieb- als Stichwaffe. Der Griff verfügt, anders als bei vielen anderen Bajonetten aus dieser Zeit, über eine ergonomische Griffgestaltung (Fingerrillen).
Die Bajonett-Scheide besteht aus Kunststoff und hat im Inneren eine Metallfederklammer zur Fixierung des Bajonetts in der Scheide. Ein breites Gewebeband bildet die Trageschlaufe der Scheide, an dem ein Geweberiemen mit Druckknopf zur Befestigung des Bajonettgriffs angebracht ist. Unten in der Scheide befindet sich ein Loch zur Befestigung des Beinriemens.